# سیارک ۱۷۸۸۲
سیارک ۱۷۸۸۲ (به انگلیسی: 17882 Thielemann، نامگذاری:1999CX87) هفده هزار و هشتصد و هشتاد و دومین سیارک کشف شده‌است که در ۱۰ فوریه ۱۹۹۹ کشف شد.
قدر مطلق سیارک برابر ۱۱.۷ است.